# كأس تونس للكرة الطائرة للرجال 1983–84
كأس تونس للكرة الطائرة للرجال 1983-1984 هو الموسم رقم 28 من كأس تونس للكرة الطائرة للرجال.

فاز بهذا الموسم النادي الأفريقي.

## روابط خارجية
- الموقع الرسمي للجامعة التونسية للكرة الطائرة.